# Brabham BT5
La Brabham BT5 è una vettura da competizione sviluppata dalla Brabham nel 1963.

## Sviluppo
Dopo essersi adoperata nell'entrare nelle competizioni riservate alle Formula 1 e alle Formula Junior, la Brabham decisi di dedicarsi anche alla costruzione di vetture da corsa a ruote coperte. Il risultato di ciò fu la realizzazione, nel 1963, della BT5, la quale era destinata a corridori privati. Ne vennero costruiti due esemplari.

## Tecnica
La BT5 impiegava numerosi componenti derivati dalle vetture a ruote scoperte. Il telaio, ricoperto da un corpo in fibra di vetro, era multi-tubolare in configurazione spaceframe, mentre le sospensioni erano a doppi bracci trasversali nella sezione anteriore, mentre in quella posteriore era a doppi bracci oscillanti trasversali. Il propulsore che la equipaggiava era un Ford Cosworth 116E Mk XII 1.6 bialbero da 140 cv di potenza gestito da un cambio manuale Hewland a quattro rapporti. L'impianto frenante era costituito da quattro freni a disco.

## Evoluzione
Per permetterle di ospitare propulsori più grandi, la BT5 subì un allargamento nel 1964 e venne rinominata BT8. Come propulsore venne impiegato un Coventry Climax FPF dalla potenza di 245 cv. Un esemplare venne invece fornito di un propulsore V8 BRM P56.

## Attività sportiva
Il primo mezzo venne consegnato inizialmente al team di Ian Walker, il quale lo schierò a Snetterton pilotato da Frank Gardner e Paul Hawkin. Grazie a loro la BT5 ottenne la vittoria di classe, e ciò avvenne anche alla Guards Trophy svoltasi a Brands Hatch. In seguito fu ceduto a Peter Sachs che lo portò in diverse corse nordamericane. Il secondo modello venne acquistato invece dal pilota canadese Ed Zeller, il quale ottenne diversi successi in competizioni europee.
Nel 1964, con l'introduzione della versione potenziata BT8, la Brabham colse notevoli risultati come la conquista del Tourist Trophy del 1965 ad opera di Denny Hulme. Altro risultato di rilievo fu la conquista della vittoria di classe e del terzo posto assoluto alla Levant Cup sul circuito di Goodwood ad opera di Jack Brabham sulla BT8 del team statunitense Rosebud motorizzata BRM.